# Красний Май (Чаришський район)
Кра́сний Май (рос. Красный Май) — село (колишнє селище) у складі Чаришського району Алтайського краю, Росія.

## Населення
Населення — 128 осіб (2010; 166 у 2002).
Національний склад (станом на 2002 рік):
- росіяни — 90 %